# شیر داغ
شیر داغ رمانی منتشر شده در سال ۲۰۱۶ است که توسط دبورا لوی نوشته شده‌است. داستان در مورد مادر و دختری به نام‌های، رز و صوفیه است که در جستجوی معالجه پزشکی فلجی رز هستند، که در یک صندلی چرخدار است و ازادی‌های او را محدود کرده‌است و به سفری به کلینیک اسپانیایی می‌روند.

## جوایز و افتخارات
- جایزه ادبی من بوکر ۲۰۱۶، نامزد داستان کوتاه.[۳]